# بابکن آسیریان
بابکن «بوریس» اسیریان (۱۳۰۴–۱۳۸۵) از پیشگامان گرافیک ایران بود.

## زندگی‌نامه
در لشت نشا از توابع رشت به دنیا آمد وی گرافیک را به صورت تجربی نزد استاد آلدو سرافیان فراگرفت.
وی کار خود را با نوشتن بروشورهای سینمایی و طراحی پلاکارد برای فیلم‌های سینمایی آغاز کرد بعدها در آتلیهٔ استاد بهرامی مشغول به کار شد و به مدت ۳۵ سال در این آتلیه به منزله گرافیست فعالیت کرد. وی نخستین نمایشگاه خود را در سال ۱۳۲۷ در انجمن ارمنیان برپا ساخت. در سال ۱۳۲۹ و ۱۳۷۳ نیز با برپایی نمایشگاه در انجمن وکس و انجمن فرهنگی و ورزشی آرارات تهران آثار خود را در معرض دید هنردوستان قرار داد
آسیریان بیش از پنجاه سال در حوزهٔ گرافیک فعالیت حرفه ای داشت و آثار وی در داخل و خارج از ایران به نمایش درآمده است. طراحی چهرهٔ هنرمندان نامدار موسیقی جهان از معروف‌ترین آثار ماندگار اوست.